# Arquidiocese de Ravena-Cervia
A Arquidiocese de Ravenna-Cervia (Archidiœcesis Ravennatensis-Cerviensis), é uma circunscrição eclesiástica da Igreja Católica na Itália, pertencente à Província Eclesiástica da Emília-Romanha e à Conferenza Episcopale Italiana.

## História
A diocese de Ravenna foi uma diocese católica romana na Emília-Romanha, no século I. A diocese foi elevada a arquidiocese no século VI. Entre seus arcebispos famosos estão São Pedro Crisólogo, um Doutor da Igreja, e São Guido Maria Conforti, que foi canonizado como santo em 2011 pelo Papa Bento XVI. Os papiros medievais de Ravenna constituem um registro importante da chancelaria da igreja entre os séculos V e X.
A arquidiocese de Ravenna-Cervia foi criada em 1947 através da fusão da Arquidiocese de Ravenna e da Diocese de Cervia. A arquidiocese em 2014 tinha um padre para cada 1.830 católicos.

## Território
A Sé está na cidade de Ravenna, onde se acha o duomo de São Apolinário; da diocese fazem parte 89 paróquias e da província eclesiástica fazem parte as Dioceses sufragâneas:
- Diocese de Cesena-Sarsina,
- Diocese de Forlì-Bertinoro,
- Diocese de Rimini,
- Diocese de San Marino-Montefeltro.

## Cronologia dos Arcebispos do século XIX e XX
| #                   | Nome                        | Período    | Notas                        |
| Arcebispos          | Arcebispos                  | Arcebispos | Arcebispos                   |
| ------------------- | --------------------------- | ---------- | ---------------------------- |
|                     | Lorenzo Ghizzoni            | 2012-atual |                              |
|                     | Giuseppe Verucchi           | 2000-2012  |                              |
|                     | Luigi Amaducci              | 1990–2000  |                              |
|                     | Hersìlio Tonini             | 1975–1990  |                              |
|                     | Salvador Baldassarri        | 1956–1975  |                              |
|                     | Egìdio Negrin               | 1952–1956  | Nomeado Arcebispo de Treviso |
|                     | Giacomo Lercaro             | 1947–1952  | Nomeado Arcebispo de Bolonha |
|                     | António Lega                | 1921–1946  |                              |
|                     | Pascoal Morganti, O.Ss.C.A. | 1904–1921  |                              |
|                     | São Guido Maria Conforti    | 1902–1904  |                              |
|                     | Agostino Gaetano Riboldi    | 1901–1902  |                              |
|                     | Sebastiano Galeati          | 1887–1901  |                              |
| Arcebispo-coadjutor |                             |            |                              |
|                     | Antonio Lega                | 1921       |                              |
| Bispo-auxiliar      |                             |            |                              |
|                     | Angelo Rossini              | 1942-1947  | Nomeado Arcebispo de Amalfi  |
|                     | Pietro Maffi                | 1902-1903  | Nomeado Arcebispo de Pisa    |

## Conexões externas
- «Site da Arquidiocese»